# Lisabö
Lisabö es un grupo de rock procedente del Euskal Herria. Fundado en Irún en 1998, ha desarrollado una música experimental así como su formación (con dos baterías). El grupo ha ido evolucionando disco a disco en su sonido, un rock con trazos de punk, hardcore y noise, en la línea de grupos de post-hardcore o post-rock como Fugazi, Giant Sand, Low, sus paisanos Lif y Dut o los catalanes Standstill y 12twelve.

## Historia
El grupo lo fundaron Iban (batería), Imanol (guitarra y voz), Karlos (bajo, y voz) y Javi (guitarra y voz). En un principio se juntan sin ninguna pretensión de grabar un disco, simplemente les apetecía tocar y ensayar juntos. Todos tenían alguna experiencia musical: Iban tocaba en la banda Donut, Karlos entró en Kashbad ese mismo año y había tocado en Zorrotz junto con Imanol, quien, a su vez, había tocado el bajo en la banda de Fuenterrabía The Ilusions.
Su amistad con Galder Izagirre (batería de Dut) hace que este les consiga sus primeros conciertos. A principios de 1999 graban una demo autoproducida y autoeditada con seis canciones. Son ellos mismos los encargados de moverla y distribuirla. Justo después, Imanol abandonó el grupo. La discográfica vasca Esan Ozenki se interesa por ellos y acuerdan grabar un LP. 
Los conciertos se suceden y va creciendo su prestigio en la escena local, siendo elegidos por Fugazi para actuar como teloneros en el concierto que la banda estadounidense dio el 10 de octubre en Vergara. Continuaron tocando en directo durante el resto del año.
A principios de 2000, la banda (que se había convertido en cuarteto con la incorporación de Aida a la segunda batería) decide concentrarse en la preparación de su primer álbum: Ezarian. En agosto entran a grabar. Son ellos mismos los encargados de la producción, grabación, mezclas y diseño del CD (tuvieron que cambiar la portada porque el disco Habiak de Anari tenía una portada muy parecida a la que presentaron en primer lugar). La masterización final la realizaron en los estudios "Azkarate" de Ángel Katarain. La evolución sónica respecto a la maqueta es evidente, dejando atrás los toques más metaleros, debido, en parte, a tener una guitarra menos y una batería más. El álbum fue destacado por revistas como Rockdelux, Ruta 66 o Mondosonoro.
En verano de 2001 prepararon un espectáculo junto a Martxel Mariscal (escritor vasco y miembro de los extintos Beti Mugan) en el Kursaal (palacio de congresos de San Sebastián). De esta experiencia surgen las tres canciones que dieron forma a Egun bat nonahi, un EP que la discográfica Acuarela publicó en 2002. El EP fue seleccionado por Rockdelux como el mejor sencillo nacional de ese año.
Hasta 2004 no se tienen noticias del grupo. En la página web de la discográfica Metak apareció una nota en la que se decía que Lisabö se encontraba preparando un nuevo disco. Hasta finales de este año no se supo que Javi había dejado el grupo y acababa de formar Amodio junto al músico belga Aurélien Rotoreau. Lisabö se reestructuran entrando Ionyu al bajo y Eneko a la batería, tomando Karlos e Iban el papel de guitarristas. Izkiriaturik Aurkitu Ditudan Gurak (2005) fue grabado en los estudios Bomberenea, en Tolosa, ejerciendo Karlos como técnico de sonido y productor. De nuevo el propio grupo se encargó de las canciones (muchas letras son obra de Martxel Mariscal), producción, grabación, mezclas y diseño artístico. En el disco participó gente de Experience, Anari, Xabier Erkizia, Akauzazte, Carlos Desastre (de los extintos 713avo Amor) o Manta Ray. Medios especializados como Todas las novedades —quienes lo colocaron entre los destacados del año—, Rockdelux o Ruta 66 elogiaron el nuevo álbum.
La elección del euskera es algo que el grupo ha tenido claro desde el principio, aunque el no cantar en castellano les pudiese cerrar, a priori, algunas puertas. De hecho, el grupo manifestó su decepción por la creciente censura que, en su opinión, se da en la industria musical a los grupos o solistas que cantan en euskera. No obstante, las múltiples colaboraciones de Izkiriaturik Aurkitu Ditudan Gurak hacen que se pueda escuchar inglés, francés, castellano y polaco.
En 2011 editan Animalia Lotsatuen Putzua, de nuevo con letras de Martxel Mariscal, disco que fue reconocido por la revista musical Rockdelux como mejor álbum español de 2011. En la gira de presentación del mismo, se hacen acompañar de Joseba Ponce (Dut), con lo que además de la batería, duplican en directo la presencia del bajo. En esta gira la banda llena recintos más grandes, sobre todo fuera de Euskal Herria y llegando a tocar en festivales como el Azkena Rock Festival o el Primavera Sound.
En los años siguientes, Lisabö mantuvo un perfil bajo en cuanto a grabaciones, aunque siguieron activos en directo con apariciones esporádicas en festivales y ciclos dedicados a la música experimental. En 2015 ofrecieron una serie de conciertos conmemorativos por el décimo aniversario de Izkiriaturik Aurkitu Ditudan Gurak, considerados por la crítica como una reivindicación de su legado dentro del post-hardcore en euskera.
En 2018 participaron en el festival Let’s Festival de L’Hospitalet, compartiendo cartel con bandas como Nueva Vulcano y Za!, recibiendo elogios por la intensidad emocional y la contundencia sonora que aún mantenían en directo.
Tras varios años de silencio discográfico, en 2022 el grupo anunció en sus redes sociales que se encontraban trabajando en nuevo material. En noviembre de ese mismo año publicaron el álbum Hatsa, editado por el sello independiente Repetidor, grabado íntegramente en los estudios Atala de Azkoitia. El disco fue bien recibido por la crítica especializada, que destacó la madurez compositiva de la banda y la incorporación de nuevos elementos sonoros, incluyendo pasajes más melódicos y spoken word.
En 2023 fueron cabeza de cartel en el Festival EHZ y realizaron una gira por el País Vasco, Catalunya y el sur de Francia, consolidándose como una de las bandas más respetadas del panorama alternativo en lengua vasca. A pesar del paso del tiempo, Lisabö ha mantenido su independencia creativa, la autogestión y el compromiso con una propuesta artística intensa, radical y profundamente emocional.

## Miembros
- Karlos Osinaga: guitarra, voz.
- Iban Zabalegi: batería.
- Eneko Aranzasti: batería.
- Ionyu: bajo.
- Javi Manterola: guitarra y voz.

### Miembros anteriores
- Imanol Oiarzabal (1998-1999): guitarra y voz.
- Aida Torres: batería.

## Discografía

### Álbumes
- - (Autoeditado, 1999). Demo autoproducida por el grupo.
- Ezarian (Esan Ozenki, 2000). CD.
- Izkiriaturik Aurkitu Ditudan Gurak (Metak, 2005). CD.
- Ezlekuak (Bidehuts, 2007). CD y LP.
- Animalia Lotsatuen Putzua (Bidehuts, 2011)
- Eta Edertasunaren Lorratzetan Biluztu Ginen (Bidehuts, 2018)
- Lorategi izoztuan hezur huts bilakatu arte (BIdehuts, 2023)

### EP
- Egun bat nonahi (Acuarela, 2002). CD-EP.